# Foto-Frost-Entscheidung
Die Foto-Frost-Entscheidung des Europäischen Gerichtshofs ist eine wichtige Entscheidung zur Frage der Vorabentscheidung durch den EuGH.

## Sachverhalt
Die Firma Foto-Frost mit Sitz in Ammersbek importierte Prismenferngläser aus der DDR über Zwischenhändler in Dänemark und dem Vereinigten Königreich unter Nutzung des sogenannten externen gemeinschaftlichen Versandverfahrens. Das zuständige Hauptzollamt erhob auf diese Importe zunächst keine Zollgebühren. Nach einem späteren Prüfungsverfahren legte die Bundesrepublik Deutschland der Europäischen Kommission die Frage vor, ob von der Nacherhebung von Zollgebühren abgesehen werden könne, da die ursprüngliche Entscheidung auf einem Irrtum der Behörden basierte; es sei bis dahin ständige Praxis der deutschen Hauptzollämter gewesen, keine Zollgebühren auf Waren mit Ursprung in der DDR zu erheben. Mit der Entscheidung vom 6. Mai 1983 verneinte die Europäische Kommission dies und verlangte die Nacherhebung der fälligen Zollgebühren.
Gegen den daraufhin erlassenen Zolländerungsbescheid erhob Foto-Frost Klage vor dem Finanzgericht Hamburg. Das Gericht sah die Entscheidung der Europäischen Kommission als rechtswidrig an und legte dem Europäischen Gerichtshof die Frage vor, ob die nationalen Gerichte befugt sind, Entscheidungen der Europäischen Kommission für ungültig zu erklären.

## Bedeutung des Urteils
Der EuGH hat mit der Foto-Frost-Entscheidung sein Verwerfungsmonopol für Unionsrechtsakte begründet.
Der Europäische Gerichtshof erklärte zunächst, dass nach Art. 177 des EWG-Vertrags eine Vorlagepflicht an den Europäischen Gerichtshof nur für letztinstanzliche Gerichte bestehe. Diese Regelung verfolge den Zweck, das Gemeinschaftsrecht innerhalb der gesamten Europäischen Wirtschaftsgemeinschaft einheitlich anzuwenden. Diesem Zweck würde es zuwiderlaufen, wenn nationale, nicht letztinstanzliche Gerichte berechtigt wären, Akte der Gemeinschaftsorgane eigenmächtig für ungültig zu erklären, denn dies führe letztendlich zu einer Zersplitterung des Gemeinschaftsrechts.
Die Feststellung der Ungültigkeit eines Aktes eines Gemeinschaftsorgans entspreche sinngemäß einer Nichtigkeitsklage nach Art. 173 des EWG-Vertrags, für die ausschließlich der Europäische Gerichtshof zuständig sei. In analoger Anwendung seien daher nationale Gerichte verpflichtet, ein Verfahren dem Europäischen Gerichtshof vorzulegen, wenn sie die Rechtmäßigkeit eines Akts eines Gemeinschaftsorgans anzweifeln.
In der Sache selbst stimmte der Europäische Gerichtshof allerdings der Einschätzung des Finanzgerichts Hamburg zu und erklärte die Entscheidung der Europäischen Kommission für ungültig, da hier ein eindeutiger Fall eines Irrtums vorliegt, der nach Gemeinschaftsrecht ein Absehen von der Nacherhebung zulässt.